# Judy Farr
Judy Farr (* vor 1983 im Vereinigten Königreich) ist eine britische Szenenbildnerin.

## Werdegang
Farr schloss die Birmingham Art School 1983 mit einem Bachelor in Theaterdesign ab. Zunächst arbeitete sie bei BBC, wo sie bei Produktionen wie Hi-de-Hi! (1986), Black Adder the third (1987) oder Mr. Bean (1991–1992) mitwirkte. Anschließend etablierte sie sich als freie Szenenbildnerin in der britischen Filmindustrie. Es folgten Filme wie Krieg der Knöpfe (1994), Shine – Der Weg ins Licht (1996) und Auf immer und ewig (1998).
Sie arbeitete mit Regisseuren wie Terry Gilliam, Neil Jordan, Frank Oz und David Cronenberg zusammen.
Für ihre Arbeit am Set von The King’s Speech (2010) wurde Farr zusammen mit Eve Stewart für das beste Szenenbild für einen Oscar nominiert. Darüber hinaus bekam sie Nominierungen für den BAFTA Award und den Critics’ Choice Movie Award.

## Filmographie (Auswahl)
- 1991–1992: Mr. Bean
- 1996: Shine – Der Weg ins Licht
- 2003: Young Adam
- 2005: Brothers Grimm
- 2007: Sterben für Anfänger (Death at a Funeral)
- 2007: Tödliche Versprechen (Eastern Promises)
- 2007: Hannibal Rising – Wie alles begann
- 2010: The King’s Speech
- 2011: My Week with Marilyn
- 2011: Downton Abbey (Fernsehserie)
- 2014: Jack Ryan: Shadow Recruit